# Glenton Wolffe
Glenton Wolffe (ur. 30 grudnia 1981) – trynidadzko-tobagijski piłkarz występujący na pozycji obrońcy. Zawodnik klubu North East Stars.

## Kariera klubowa
Wolffe karierę rozpoczynał w 2001 roku w zespole North East Stars. W 2003 roku zdobył z nim Puchar Trynidadu i Tobago, a w 2004 roku mistrzostwo Trynidadu i Tobago. W 2006 roku odszedł do San Juan Jabloteh. Spędził tam sezon 2006, a potem wrócił do North East Stars. Tym razem jego barwy reprezentował przez dwa sezony.
W 2009 roku Wolffe przeszedł do drużyny W Connection. Jednak w trakcie sezonu 2009 ponownie został graczem klubu San Juan Jabloteh. W 2010 roku po raz kolejny przeszedł zaś do North East Stars.

## Kariera reprezentacyjna
W reprezentacji Trynidadu i Tobago Wolffe zadebiutował w 2005 roku. W tym samym roku znalazł się w drużynie na Złoty Puchar CONCACAF. Nie wystąpił jednak na nim w żadnym meczu, a Trynidad i Tobago odpadł z turnieju po fazie grupowej.
W 2007 roku ponownie został powołany do kadry na Złoty Puchar CONCACAF. Zagrał na nim w meczu z Gwatemalą (1:1), a Trynidad i Tobago zakończył turniej na fazie grupowej.